# Revenue Tariff Party
Revenue Tariff Party – australijska partia polityczna, działająca krótko  na Tasmanii w pierwszych latach XX wieku. Wzięła udział w federalnych wyborach parlamentarnych w 1903 roku i uzyskała po jednym mandacie w każdej z izb. W Izbie Reprezentantów jej przedstawicielem był William McWilliams, a w Senacie Henry Dobson. Później obaj związali się jednak z Partii Wolnego Handlu, co oznaczało faktyczny koniec tasmańskiego ugrupowania.